# ایالت شاهزاده‌نشین
ایالت شاهزاده نشین یا امیرنشین نوابی (به انگلیسی: Princely state) (به اردو: نوابی ریاست) در امپراتوری هند بریتانیا نهادی بود که اسماً حاکمیت مستقل داشت و مستقیماً توسط بریتانیا اداره نمی‌شد، اما تحت نوعی حکومت غیرمستقیم به وسیله حاکمی محلی قرار داشت که خود با تاج‌وتخت بریتانیا شکلی از رابطه تحت‌الحمایگی یا خراج‌گزاری داشت.
جواهر لعل نهرو در ژوئیه ۱۹۴۶ اظهار داشت هیچ شاهزاده نشینی نمی‌تواند از نظر نظامی در مقابل ارتش مستقل هند مقاومت کند. در ژانویه ۱۹۴۷، نهرو اعلام کرد که حق الهی پادشاهان در هند بعد از استقلال جایگاهی نخواهد داشت. در ماه مه ۱۹۴۷، وی اعلام کرد که هر ایالت شاهزاده نشین که از پیوستن به مجلس مؤسسان امتناع کند، به عنوان یک دولت متخاصم تلقی خواهد شد. زمانی که هند و پاکستان در سال ۱۹۴۷ مستقل شدند، رسماً ۵۶۵ ایالت شاهزاده نشین وجود داشت، اما اکثریت بزرگی از آنها با نایب السلطنه بریتانیا قرارداد جمع‌آوری مالیات و ارائه خدمات عمومی داشتند. فقط ۲۱ ایالت شاهزاده نشین حکومت واقعی داشتند و تنها چهار تا به نسبت بزرگ بودند (ایالت حیدرآباد، ایالت میسور، ایالت جامو و کشمیر، و ایالت بارودا). تمام آنها بین سالهای ۱۹۴۷ و ۱۹۴۹ به یکی از دو کشور مستقل جدید پیوستند و تمام ایالت های شاهزاده نشین با دریافت مقرری بازنشسته شدند.
در زمان خروج بریتانیا از هند، ۵۶۵ ایالت شاهزاده نشین در شبه قاره هند به رسمیت شناخته می‌شدند، و علاوه بر آن هزاران قلم املاک زمینداری و جاگیر وجود داشتند. در سال ۱۹۴۷، ایالت شاهزاده نشین ها ۴۰ درصد از مساحت هند پیش از استقلال را پوشش می‌دادند و ۲۳ درصد از جمعیت آن را تشکیل می‌دادند. از بین این ایالات شاهزاده نشین، برخی مهم‌تر بودند که نمایندگان سیاسی دایم بریتانیا موسوم به «مقیم» در آنها حضور داشتند: حیدرآباد تحت حکومت نظام، میسور و تراوانکور در جنوب، جامو و کشمیر، سیکیم در هیمالیا و ایندور در مرکز هند.